# Niva (Repubblica Ceca)
Niva (in tedesco Hartmanitz) è un comune della Repubblica Ceca facente parte del distretto di Prostějov, nella regione di Olomouc.